# Hiperqueratose
A hiperqueratose é o espessamento do estrato córneo (a camada mais externa da epiderme), muitas vezes associada com a presença de uma quantidade anormal de queratina e também geralmente acompanhada por um aumento na camada granular.
Ela pode ser causada por deficiência de vitamina A ou a exposição crónica ao arsénio.
A hiperqueratose pode também ser causada por inibidor B-Raf de drogas, tais como Vemurafenibe e Dabrafenib.
Pode ser tratada com cremes que contêm [ureia], que se dissolvem na matriz intercelular das células do estrato córneo promovendo a descamação da pele e eventualmente resultando em áreas de amolecimento.

## Tipos

### Folicular
A hiperqueratose folicular (também chamado frinodermia) é uma condição da pele caracterizada pelo desenvolvimento excessivo de queratina nos folículos capilares, o que resulta em pápulas elevadas em forma de cone. As aberturas são frequentemente fechado com um tampão de sebo incrustado.
Esta condição responde bem a suplementação com vitaminas e gorduras ricas em ácidos gordos. As deficiências de vitamina E,  de vitamina A, vitaminas do complexo B têm sido consideradas como causa dessa condição.

### Por outro local específico
- A hiperceratose plantar é a hiperqueratose da sola dos pés. Recomenda-se remover cirurgicamente a pele morta, para proporcionar alívio sintomático.[6]

- A Hiperqueratose do mamilo e aréola é uma condição incomum benigna, assintomática, adquirida, de etiologia desconhecida.[7]:636